# ليام ليه
ليام ليه (بالإنجليزية: Liam Lis)‏ هو مغن مؤلف أمريكي، ولد في 10 أكتوبر 2001 في نيويورك في الولايات المتحدة.